# Технічна механіка рідини
Технічна механіка рідини (гідромеханіка або гідравліка) (від техніка, від грец. μηχανιχή — наука про машини; від грец. νδωρ — вода) (technical fluid mechanics (hydromechanics or hydraulics) — самостійна технічна (прикладна) наука, що являє собою механіку рідин, в якій вивчаються закони рівноваги й руху рідини, а також силова взаємодія між рідиною й твердими тілами. У Т.м.р. широко використовують різноманітні припущення й спрощення та експериментальні дані, причому оперуючи певними усередненими величинами, намагаються оцінювати тільки головні характеристики явища; в результаті отримують можливість вирішувати з допомогою відносно простих наближених методів порівняно складні практичні задачі механіки рідин.